# Các tính năng mới trên Windows 11
Windows 11, bản phát hành chính của hệ điều hành Windows NT, được giới thiệu thêm các tính năng mới so với các phiên bản tiền nhiệm. Một trong số các tính năng mới này bao gồm giao diện người dùng được thiết kế lại, các tính năng mới cũng như cập nhật về bảo mật và khả năng truy cập, cùng với các cải tiến về hiệu suất.

## Giao diện người dùng và thiết kế

### Fluent Design System
Các cải tiến cho Fluent Design System, một ngôn ngữ thiết kế do Microsoft giới thiệu vào năm 2017, đã được giới thiệu trong Windows 11. Theo Microsoft, thiết kế của Windows 11 là "dễ dàng, an toàn, đơn giản, quen thuộc, hoàn chỉnh và rõ ràng." Việc thiết kế lại tập trung vào tính đơn giản, dễ sử dụng và linh hoạt, giải quyết một số thiếu sót của Windows 10. Hầu hết các giao diện trong Windows 11 đều được sắp xếp hợp lý và có các góc được bo tròn, biểu tượng được làm mới, kiểu chữ mới và bảng màu được làm mới. Ngoài ra, độ mờ và bóng được phổ biến hơn trong toàn hệ thống. Windows 11 cũng giới thiệu "Mica", được tô màu bằng màu của hình nền máy tính.

### Start menu
Start menu đã được thiết kế lại trong Windows 11, tuân thủ các nguyên tắc của Fluent Design System. Menu start bây giờ có bề ngoài giống như thủy tinh, trong suốt với các hiệu ứng tinh tế. Các góc trong Start menu cũng được bo tròn. Tính năng "Live Tiles" được giới thiệu trong Windows 8, Windows 8.1 và Windows 10 đều bị loại bỏ. Thay vào đó, một lưới các ứng dụng được "ghim", danh sách các ứng dụng và tài liệu gần đây được thay thế.

### File Explorer
File Explorer cũng đã được thiết kế lại trên Windows 11. Thiết kế của File Explorer hầu như không thay đổi kể từ Windows 8, nhưng giờ đây đã tuân theo Fluent Design System. Một thanh lệnh mới đã thay thế cho giao diện ribbon từ các phiên bản Windows trước. Độ mờ, bóng và các góc bo tròn cũng có sẵn. Các tính năng của File Explorer vẫn giống như Windows 10.

### Taskbar
Thiết kế của thanh Taskbar cũng được làm mới trong Windows 11. Các nút được căn giữa theo mặc định, mặc dù có thể được di chuyển trở lại bên trái. Các nút mới và được thiết kế lại cho cũng có sẵn dành cho tiện ích, Start menu và Task View. Taskbar nằm cố định ở phía dưới cùng của màn hình và không thể di chuyển lê trên, trái hoặc phải của màn hình trong Windows 11.

### Task View
Task View, một tính năng được giới thiệu trong Windows 10, có thiết kế mới với tính năng dòng thời gian bị loại bỏ. Mỗi desktop ảo có thể có tên khác nhau và hình nền riêng biệt.

### Snap layouts
Chức năng xếp cửa sổ đã được cải tiến với hai tính năng bổ sung; "snap layouts" cho phép người dùng chọn một bố cục được xác định trước mà họ muốn sử dụng để xếp nhiều cửa sổ lên màn hình. Điều này tương tự như tiện ích FancyZones trong PowerToys cho Windows 10. Việc sắp xếp các cửa sổ có thể được thu nhỏ và khôi phục từ taskbar duới dạng "snap group".

### Tiện ích
Một bảng điều khiển tiện ích mới thay thế cho tính năng "Live Tiles", dựa trên bảng "tin tức và sở thích" được giới thiệu trong các bản dựng sau của Windows 10. Nút tiện ích này có sẵn trên thanh taskbar. Một nguồn cấp tin tức được quản lý bởi trí tuệ nhân tạo và Microsoft News cũng có sẵn trên bảng tiện ích, cung cấp tin tức địa phương và quốc gia.

### Cảm ứng
Windows 11 cũng có các cải tiến cho tính năng cảm ứng. Chế độ máy tính bảng (tablet mode) bị loại bỏ; thay vào đó, Windows sẽ tự động điều chỉnh khi cần thiết. Các cử chỉ mới có thể được sử dụng trên máy tính bảng và màn hình cảm ứng. Cửa sổ ứng dụng hiện có các cử chỉ lớn hơn và sẽ tự động sắp xếp theo chế độ xem chia đôi khi màn hình được xoay. Bàn phím mới hỗ trợ vuốt và chế độ sử dụng bằng một tay được ưu tiên. Windows 11 cũng mang đến những cải tiến đối với bàn phím và chuyển văn bản thành giọng nói, và với một số bút nhất định, Windows 11 sẽ hỗ trợ phản hồi xúc giác. Cài đặt tốc độ làm mới cho phép thiết bị tự động tăng tốc độ làm mới của màn hình khi cuộn hoặc in.

### Notification Center và Quick Settings
Action Center được thay thế bằng Quick Settings và Notification Center. Quick Settings cung cấp quyền truy cập vào các cài đặt thường dùng như Wi-Fi, Bluetooth và Focus Assist, cùng với các điều khiển phương tiện, độ sáng màn hình và âm lượng. Notification Center bao gồm tất cả các thông báo và lịch.

### Khác
- Menu ngữ cảnh được cải tiến cho máy tính để bàn và File Explorer, hiện có các góc bo tròn và văn bản lớn hơn.[11][23]
- Màn hình khóa được thiết kế lại, căn giữa ngày và giờ, đồng thời loại bỏ tính năng Quick Status được giới thiệu trong Windows 10.[14][17]
- Windows 11 có phông chữ mới, Segoe UI Variable. Phông chữ được thiết kế để mở rộng tỷ lệ tốt hơn với màn hình có số lượng điểm trên inch cao hơn.[24]
- Các thay đổi khác đối với hệ thống bao gồm các biểu tượng hệ thống, hoạt ảnh và âm thanh mới.[25][26]

## Nền tảng phát triển

### Windows Subsystem cho Android
Cùng với công nghệ Bridge của Intel, Windows 11 cũng sẽ cho phép người dùng cài đặt và chạy các ứng dụng Android trên thiết bị. Các ứng dụng này có thể được tải về từ Microsoft Store thông qua Amazon Appstore. Người dùng cũng có thể cài đặt các ứng dụng Android thông qua bất kỳ nguồn nào.

## Phần mềm đóng gói

### Microsoft Store
Microsoft Store, đóng vai trò như một cửa hàng thống nhất cho các ứng dụng và nội dung khác, cũng được đại tu trên Windows 11. Microsoft hiện cho phép các nhà phát triển phân phối Win32, ứng dụng web Progressive và các công nghệ đóng gói khác lên Microsoft Store, cùng với các ứng dụng Universal Windows Platform tiêu chuẩn. Microsoft Store mới cũng sẽ cho phép người dùng cài đặt các ứng dụng Android lên thiết bị thông qua Amazon Appstore. Tính năng này sẽ yêu cầu tài khoản Microsoft, tài khoản Amazon và bản cài đặt một lần cho ứng dụng Windows Amazon Appstore.

### Microsoft Teams
Nền tảng cộng tác Microsoft Teams được tích hợp trực tiếp vào Windows 11. Skype sẽ không còn được cài đặt sẵn hệ điều hành theo mặc định. Teams sẽ có sẵn dưới dạng biểu tượng trên thanh taskbar, cho phép người dùng nhắn tin và liên lạc các liên hệ.

### Settings
Ứng dụng Settings được giới thiệu lần đầu tiên trong Windows 8 đã trải qua thiết kế lại trực quan đáng kể. Ứng dụng đã có bố cục mới, trong suốt hơn và các biểu tượng nhiều màu sắc hơn, tuân theo Fluent Design System. Giống như Control Panel, thanh bên điều hướng cũng được hiện diện. Thanh bên liên kết đến các nhóm cài đặt khác nhau trong ứng dụng.

### Các ứng dụng khác
- Notepad và Paint cũng sẽ có các giao diện mới.[39] Các ứng dụng này hiện có các thiết kế tuân thủ các nguyên tắc của Fluent Design.
- Snipping Tool cũ được thay thế bằng Snip & Sketch. Snip & Sketch hiện đã được đổi tên thành Snipping Tool.[17]

## Đa phương tiện và gaming

### Xbox
Ứng dụng Xbox được cập nhật trên Windows 11. Các tính năng như Xbox Cloud Gaming và Xbox Game Pass cũng được tích hợp trực tiếp vào ứng dụng.

### Các tính năng khác
- Công nghệ Auto HDR và DirectStorage trong Xbox Series X và Series S sẽ được tích hợp vào Windows 11; và yêu cầu một card đồ họa DirectX 12 Ultimate, một ổ cứng thể rắn NVMe có kích thước ít nhất 1 terabyte.[2][41]

## Hệ thống bảo mật và hiệu suất
Microsoft đã cải tiến về hiệu suất Windows 11 như kích thước bản cập nhật nhỏ hơn, duyệt web nhanh hơn trong "bất kỳ trình duyệt nào", thời gian đánh thức máy tính nhanh hơn từ chế độ ngủ cũng như xác thực Windows Hello.

### Bảo mật
Là một phần của các yêu cầu hệ thống tối thiểu, Windows 11 chỉ hoạt động tốt trên các thiết bị có bộ xử lý bảo mật Trusted Platform Module 2.0. Theo Microsoft, bộ xử lý TPM 2.0 là một "yếu tố quan trọng" để bảo vệ máy tính khỏi các cuộc tấn công mạng. Ngoài ra, Microsoft hiện yêu cầu các thiết bị chạy Windows 11 phải bao gồm bảo mật dựa trên ảo hóa (VBS), tính toàn vẹn của mã được bảo vệ bởi siêu giám sát (HVCI), và Secure Boot được tích hợp sẵn cũng như được bật theo mặc định. Hệ điều hành cũng cần có tính năng bảo vệ được thực thi bằng phần cứng cho các bộ xử lý Intel và AMD được hỗ trợ để bảo vệ chống lại lỗ hỏng Zero-day.